# Google Knowledge Graph
Pour les articles homonymes, voir knowledge graph (homonymie).
Pour un article plus général, voir Google (moteur de recherche).

Exemple de résultat Google avec la fiche info (Knowledge Panel, en anglais) de Thomas Jefferson.

Le Knowledge Graph de Google est une base de connaissance utilisée par Google pour compiler les résultats de son moteur de recherche avec des informations sémantiques issues par ailleurs de sources diverses. L'affichage du Knowledge Graph est ajouté au moteur de recherche de Google en 2012 aux États-Unis après avoir été annoncé le 16 mai 2012. Cet outil fournit une information structurée et détaillée centrée sur l'objet de la recherche, en plus de la liste d'hyperliens vers d'autres sites. L'objectif est de permettre aux utilisateurs de résoudre leur requête sans avoir besoin de naviguer vers d'autres sites pour accéder aux informations capitales.
Selon Google, ces informations sont issues de différentes sources, telles que le World Factbook de la CIA (CIA World Factbook), Wikidata, ou encore Wikipédia. Cet outil rejoint les objectifs des « moteurs de réponse » comme Ask.com (ex-Ask Jeeves) et Wolfram Alpha. En 2012, son réseau sémantique contenait plus de 500 millions d'objets et plus de 18 milliards de faits et relations entre ces différents objets utilisés par le moteur de recherche afin de comprendre la signification des mots-clefs, saisis lors de toute recherche.

## Recherche conversationnelle
Pendant la conférence annuelle Google I/O de mai 2013, Amit Singhal présente le futur de la recherche selon Google, expliquant les trois fonctions primaires qu'un moteur de recherche devrait remplir : répondre, converser et anticiper. Pendant sa présentation orale, Singhal introduit l'outil : « Un ordinateur auquel vous pouvez parler ? Quand j'étais petit, je voulais grandir afin de devenir la personne responsable de la réalisation de mon rêve. » Il présente alors la recherche conversationnelle et introduisit le terme hot-wording pour décrire la recherche sans besoin d'interface, par laquelle l'utilisateur recherche simplement en disant, « OK Google ».
Une démonstration fut ensuite réalisée lors de la conférence, un utilisateur pose une question à propos de Santa Cruz et le moteur de recherche répond sous forme de conversation, en plus de l'affichage des résultats de recherche. Jessica Wright explique alors que le moteur de recherche utilise des données issues du Knowledge Graph afin de générer les résultats : « Le Knowledge Graph sait que Santa Cruz est un endroit, et que cette liste d'endroits est relative à Santa Cruz. »